# Das Rosie-Projekt
Das Rosie-Projekt, Originaltitel: The Rosie Project, ist ein Roman und das Erstlingswerk von Graeme Simsion. Es erschien am 30. Januar 2013 im Verlag Text Publishing. In Großbritannien wurde es von Penguin Books veröffentlicht, in den USA von Simon & Schuster und in Deutschland vom S. Fischer Verlag. Die Übersetzung stammt von Annette Hahn. In Deutschland erschien es am 23. Dezember 2013.

## Handlung
Der autistische Genetiker Don Tillman hat sein Leben perfekt organisiert. Um jede Ineffizienz zu vermeiden, hat er für jede Tätigkeit den Zeitaufwand perfekt vermessen. Obwohl er einen hohen IQ hat, körperlich gesund ist, in geordneten Finanzen lebt und sein sozialer Status als Universitätsprofessor ihn zu einem perfekten Partner macht, hat er große Schwierigkeiten mit menschlichen Beziehungen, denn die empfindet er als höchst irrational und verwirrend. Er beschließt zu heiraten.
Um möglichst effektiv die perfekte Braut zu finden, startet er das Ehefrau-Projekt. Er entwirft einen Fragebogen von sechzehn Seiten mit einem detaillierten Anforderungsprofil. Sie sollte Wert auf Pünktlichkeit legen, organisiert und keine Veganerin sein, nicht rauchen, nicht trinken und ihre Zeit nicht mit dem Lesen von Horoskopen verschwenden.
Doch dann lernt er ausgerechnet Barkeeperin Rosie Jarmann kennen. Zu Dons Überraschung stellt sich heraus, dass Rosie an der Universität an ihrer Promotion im Fach Psychologie arbeitet. Sie ist auf der Suche nach ihrem leiblichen Vater. Dafür benötigt sie Dons Hilfe. Nach und nach wirft Rosie immer mehr von Dons Gewohnheiten über den Haufen.
Um einen heimlichen DNA-Test bei einem potenziellen Vater in New York durchzuführen, machen sie sich auf den Weg. Den sorgfältig von Don geplanten Zeitplan wirft Rosie einfach über den Haufen, sein minutiös durchkonzipiertes Leben gerät mehr und mehr aus dem Gleichgewicht.
Zuhause in Australien versucht Don, sich von Rosie zu trennen, kommt aber zu der Erkenntnis, dass er in Rosie verliebt ist. Nach einiger Überzeugungsarbeit verloben sie sich, und Rosie versöhnt sich mit ihrem Stiefvater Phil. Am Schluss testet Don Phil als Vater erfolgreich.

## Film
Im September 2014 wurde bestätigt, dass Sony Pictures Filmrechte für The Rosie Project erwarb. Simsion verfasste auch einen ersten Drehbuchentwurf. Das endgültige Drehbuch verfasste er mit Scott Neustadter und Michael H. Weber.

## Kritik
- Der Westen: „Ein humorvolles Märchen für Erwachsene“[3]
- Norbert Zähringer, Die Welt: „Eine ganz klassische romantische Komödie.“[4]

## Bestsellerliste
Das Softcoverbuch stand zwischen KW15/2015 und KW27/2015 auf Platz 1 der Spiegelbestsellerliste. Das Hardcover kam bis auf Platz 3.

## Auszeichnungen
- International IMPAC Dublin Literary Award, Irland, Longlist, 2015
- Australian Book Industry’s Book of the Year, Gewinner, 2014
- Australian Book Industry’s General Fiction Book of the Year, Gewinner, 2014
- Nielsen BookData Booksellers Choice Award, Shortlist, 2014
- Best Debut Fiction, Independent Booksellers of Australia Awards, Shortlist, 2014
- Waverton Good Read Award, Vereinigtes Königreich, Shortlist, 2014
- The Indie Awards, Shortlist, 2014
- Victorian Premier’s Award for Best Unpublished Manuscript, Gewinner, 2012[7]